# Juan Fernández (comuna)
Juan Fernández es una comuna perteneciente a la provincia y Región de Valparaíso, Chile. Su territorio corresponde al archipiélago de Juan Fernández, que se compone de las islas Robinson Crusoe (antiguamente conocida como Más a Tierra), Alejandro Selkirk (Más Afuera), el islote Santa Clara y otros islotes menores.

## Historia
Francisco Astaburoaga en 1899 en su Diccionario Geográfico de la República de Chile: 344  describe al archipiélago:

Juan Fernández (Islas de).-—Comprendidas en el departamento de Valparaíso y así llamadas del nombre de su descubridor. Este piloto español, de quien toman el nombre y apellido, las descubrió en 1571 al dirigirse del Callao á Valparaíso, haciendo rumbo por primera vez al O. en busca de vientos constantes, y efectuó una navegación de sorprendente brevedad, hasta el punto de haberse hecho sospechoso de brujería á la inquisición de Lima. Es un grupo de tres islas, denominadas Más á Tierra, Más Afuera y Santa Clara. La primera lleva especialmente el nombre común á todo el grupo; es la principal, y la más próxima al continente del cual dista, hacia el O. de Valparaíso, 667 kilómetros. Yace bajo el paralelo 33° 39', que más ó menos pasa por su centro, y entre los meridianos 78° 49' y 70° 00', cortando el primero su extremo oriental ó punta de Guasa-ballena y el segundo el occidental ó punta de O'Higgins. Se extiende de E. hacia O. por unos 22 kilómetros con ancho de N. á S. por el centro de 7 á 8; angostándose de aquí hasta las mencionadas puntas y formado la figura de media luna, cuyos cuernos miran hacia el S.; comprende una área de 93 kilómetros cuadrados. Casi por su centro la atraviesa á lo largo una sierra mediana riscosa cuya mayor altura, en el cerro del Yunque, es de 914 metros, que divide la isla en dos secciones; dejando una al lado norte, cubierta con sus declives más ó menos pendientes y quebradas que caen hasta la costa de ese punto, poblados de bellos árboles y vegetación y con algunos vallecitos fértiles recorridos por arroyos que bajan en cascadas de lo alto de la misma sierra. La otra sección de la pendiente austral es menos fragosa; se tiende con menos desigualdades hasta la playa, pero como se halla expuesta á los fuertes y continuos vientos del sur, no ofrece el arbolado y frondosidad que la boreal y sólo presenta escasa vegetación y una abundancia de una especie de avena fatua, llamada teatina, que crece hasta más de metro y medio de altura; su costa es tendida y de playa brava y sin fáciles atracaderos. La del norte es alta y acantilada, y contiene las abiertas radas de San Juan Bautista, de Puerto Inglés y Puerto Francés. Contiene cabras monteses, que fueron numerosas, poco ganado vacuno y algunas aves. Se encuentran en ella, en lo más árido de su sierra, trozos secos de sándalo, siendo que desde que se conoce la isla no se ha visto ningún árbol de esta especie. Las aguas de sus costas abundan en lobos marinos (Otaria porcina), una excelente especie de bacalao (Perca fernandeziana), y enormes langostas de mar (Palinurus frontalis) y otros peces y mariscos. Esta isla fué primitivamente propiedad de su descubridor, quien introdujo el ganado cabrío y algunas plantas europeas; pero hecha punto de estación de piratas, quedó abandonada por muchos años. En 1675 tocó en ella la expedición de Don Antonio de Vea, y dejó allí perros de presa para destruir la cabras y privar de este refresco á los corsarios. El comodoro inglés Anson estuvo en ella estacionado en la bahía de San Juan Bautista (véase), á la que entonces denominó bahía de Cumberland, y para desalojarlo vinieron en 1743 dos fragatas españolas, al mando de los célebres marinos Don Antonio de Ulloa y Don Jorge Juan, pero no lo encontraron y sólo se ocuparon por órdenes del virrey de Perú en fortificarla y poblarla. En esta obra contribuyeron después las autoridades de Chile. Sirvió de presidio durante casi todo el tiempo colonial, y en ella el gobierno español de Chile confinó á 42 de los más caracterizados partidarios de la independencia después de la derrota de Rancagua en 1814. En el gobierno republicano fué también constituida en establecimiento penal por la ley de 3 de febrero de 1829, hasta que, por decreto de 28 de diciembre de 1852, pasó á formar con las otras dos islas una subdelegación del departamento de Valparaiso. Es, en fin, de cierta celebridad por haber sido residencia de Alejandro Selkirk, prototipo del Robinson Crusoe de De Foe.

Posteriormente el geógrafo Luis Risopatrón describe a este territorio insular en su libro Diccionario Jeográfico de Chile en el año 1924:: 446 

Juan Fernandez (Islas de) 33° 42' 79° 00'. Son tres islas principales, llamadas Mas A Tierra, Santa Clara i Mas Afuera, aunque jeneralmente la de Mas A Tierra lleva especialmente la designación común a todo el grupo; fueron descubiertas el 22 de noviembre de 1574 por el piloto lusitano Joao Fernández, quien las bautizó con la denominación de Santa Cecilia, el santo del día, navegando del Callao a Valparaíso, por la vía del W, lo que le permitió efectuar una navegación de sorprendente brevedad, hasta el punto de haberse hecho sospechoso de brujería a la Inquisición de Lima. Joao Fernández dejó en ellas algunas plantas europeas i cabras, que se multiplicaron mucho i sirvieron por largo tiempo de recurso a las naves filibusteras que asolaban estos mares, por lo que el Gobierno Español mandó soltar perros en ellas, que se multiplicaron a su vez i disminuyeron notablemente el número de las cabras, hasta que desaparecieron los perros por completo i dominaron las últimas.

### Creación de la comuna
La comuna fue fundada el 5 de junio de 1980, mediante el DFL 1-2868. El 4 de julio de 1984 la comuna fue declarada como "zona fronteriza".
Las comunicaciones han sido parte vital de la historia de la comuna de Juan Fernández. El 8 de octubre de 1986 llegaron al archipiélago las primeras transmisiones vía satélite de Televisión Nacional de Chile. El 24 de octubre de 1997 ocurrió lo mismo con las transmisiones de Canal 13. El servicio telefónico satelital fue inaugurado en noviembre de 1993 por el presidente de la República, Patricio Aylwin; mientras que en agosto de 1999 comenzaron las emisiones de Radio Soberanía F.M., la primera estación de radio en el archipiélago.
En julio de 2013 comenzó a regir el Plan Regulador Comunal de Juan Fernández, el cual delimitó las zonas de construcción, y en el cual se prohibió la edificación de residencias en el borde costero de la localidad de San Juan Bautista. Dicho Plan Regulador se estableció luego de los daños sufridos en el archipiélago luego del tsunami originado por el terremoto de Chile de 2010.

## Economía
En 2018, la cantidad de empresas registradas en Juan Fernández fue de 29. El Índice de Complejidad Económica (ECI) en el mismo año fue de -0,98, mientras que las actividades económicas con mayor índice de Ventaja Comparativa Revelada (RCA) fueron Servicios Relacionados con la Pesca, excepto Servicios Profesionales (654,6), Pesca Artesanal y Extracción de Recursos Acuáticos, incluyendo Ballenas (314,51) y Actividades de Mantenimiento Físico y Corporal (Baños Turcos y Saunas) (162,89).

## Administración

### Municipalidad
La administración local de la comuna reside en la municipalidad, corporación autónoma de derecho público, con personalidad jurídica y patrimonio propio, constituida por un alcalde y un concejo municipal, que son elegidos cada cuatro años mediante sufragio universal.
La Ilustre Municipalidad de Juan Fernández es dirigida para el período 2021-2024 por el alcalde Pablo Manríquez Angulo (Ind-SD), quien trabaja junto a un concejo municipal normativo y fiscalizador de la administración. Los concejales son:
- Jaritza Rivadeneira Muena (Ind-CS)
- Pedro Calderón Soto (Ind-CS)
- Elizabeth Celedon de Rodt (Ind-CS)
- Andrés Salas Burgos (Ind-CS)
- Héctor Melo Paredes (Ind-CS)
- Ernesto Paredes Ávalos (Ind-RN)

### Representación parlamentaria
A nivel parlamentario, la comuna pertenece al Distrito Electoral n.º 7 y a la VI Circunscripción Senatorial (Región de Valparaíso). Es representada en la Cámara de Diputados y Diputadas del Congreso Nacional por los diputados Tomás Lagomarsino (ind-PR), Tomás De Rementería (ind-PS), Camila Rojas (COM), Jorge Brito (RD), Luis Cuello (PCCh), Andrés Celis (RN), Hotuiti Teao (ind-EVOP) y Luis Sánchez (PRCh) en el periodo 2022-2026. a su vez que es representada en el Senado de Chile por los senadores Francisco Chahuán (RN), Kenneth Pugh (RN), Ricardo Lagos Weber (PPD), Isabel Allende (PS) y Juan Ignacio Latorre (RD).

## División censal
La comuna de Juan Fernández se divide en los siguientes distritos del censo:
| Distrito          | Isla              | Categoría | Población Censo 2017 |
| ----------------- | ----------------- | --------- | -------------------- |
| San Juan Bautista | Robinson Crusoe   | Aldea     | 839 hab.             |
| Rada La Colonia   | Alejandro Selkirk | Caserío   | 65 hab.              |

## Medios de comunicación

### Radioemisoras
- 88.5 - Radio Bío-Bío
- 92.3 - Picaflor Rojo
- 101.5 - Soberanía FM

### Televisión
- 8.1 - Chilevisión HD
- 8.2 - UChile TV
- 10.1 - TVN HD
- 10.2 - NTV

## Deportes
Existen 4 clubes deportivos en la comuna:
- Club Deportivo Juan Fernández (1933).
- Club Deportivo y Social Nocturno (1951).
- Club Deportivo Alejandro Selkirk (1958).
- Club Deportivo Cumberland (1959).